# Джафаров, Заур Алиага оглы
Заур Алиага оглы Джафаров (род. 5 сентября 1982, Сумгаит, Азербайджанская ССР, СССР) — азербайджанский пауэрлифтер, Заслуженный мастер спорта Азербайджана. элитарный спортсмен, семикратный чемпион мира, семикратный чемпион Европы, абсолютный чемпион мира и абсолютный чемпион Европы, обладатель Кубка мира и Европы, судья международного класса, мастер спорта международного класса, рекордсмен мира и Европы в дивизионе допинг-контроля, девятикратный чемпион Азербайджана, трехкратный победитель международных турниров в память о Великий лидер Гейдаре Алиеве и 2-кратный абсолютный чемпион турнира. В 2022 году на Кубке мира в России (по версии AWPC, в дивизионе допинг-контроля) Впервые в истории пауэрлифтинга Азербайджана З.Джафаров выполнил требование высшей степени AWPC и завоевал титул «элитный спортсмен». В 2023 году на чемпионате Европы в Кыргызстанее во второй раз завоевал титул «элитарного спортсмена». Единственный элитный спортсмен в истории азербайджанского пауэрлифтинга, который 2 раза выполнил требования высшей степени (по версии AWPC, в дивизионе допинг-контроля) . За высокие результаты он был награжден руководством Всемирной спортивной организации по пауэрлифтингу «элитарным кольцом»-высшей наградой в пауэрлифтинге на турнире Гран-при 2023 года в России.

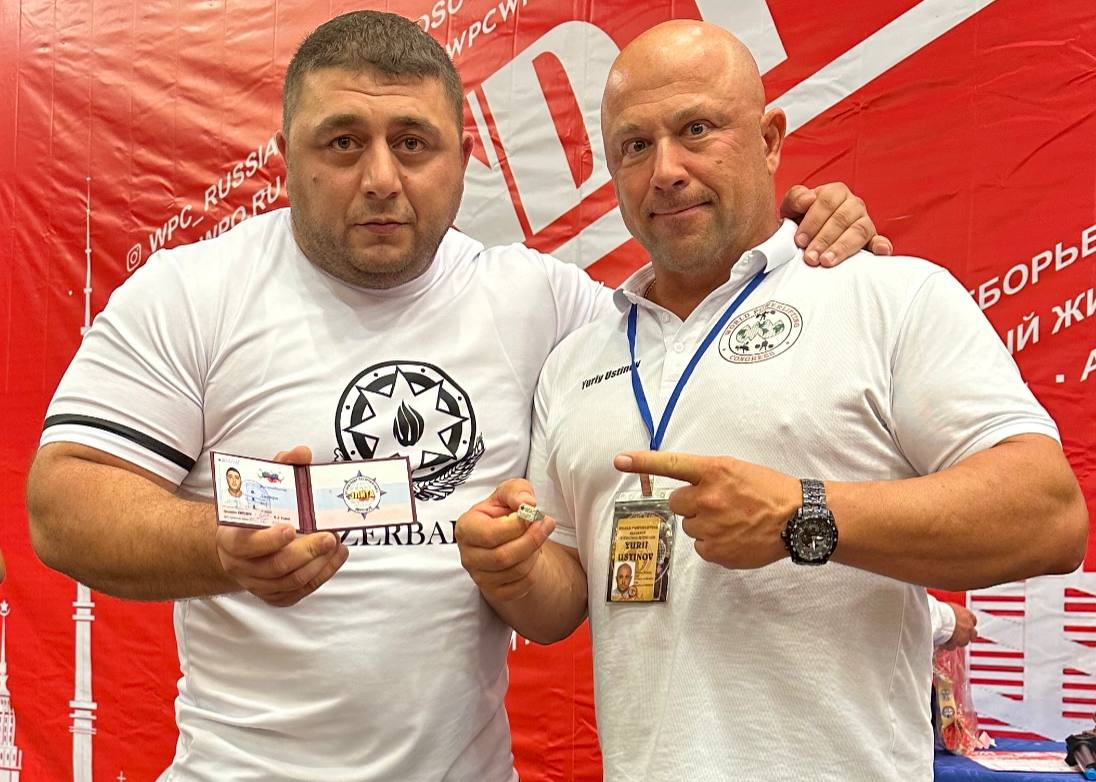
За высокие результаты он был награжден руководством Всемирной спортивной организации по пауэрлифтингу «элитарным кольцом»-высшей наградой в пауэрлифтинге. Заур Джафаров-первый в истории азербайджанского пауэрлифтинга призер, награжденный «элитарным кольцом».

## Биография
Родился 5 сентября 1982 года в азербайджанской городе Сумгаит. Среднее образование получил в Лицее технических и естественных наук № 32 города Сумгаита. В 1998—2002 годах обучался на факультете инженерного дела и менеджмента Азербайджанского Технического Университета, получив степень бакалавра. В 2002—2004 годах продолжил обучение на факультете экономики и управления Азербайджанского Экономического Университета, по окончании магистратуры которого получил диплом с отличием. В 2004—2007 годах получил третье высшее образование в Сумгаитском Государственном Университете, по окончании которого защитил докторскую диссертацию по специальности «управление персоналом в аграрном секторе».

## Спортивная карьера
С 1997 года начал профессионально заниматься спортом, в дальнейшем начав принимать участие на республиканских чемпионатах по пауерлифтингу. В дебютном, 2010 году поднялся на самую высшую ступень пьедестала. Федерация Пауерлифтинга Азербайджана привлекла Заура Джафарова в состав национальной команды страны. В 2015 году был выбран «Спортсменом года» и удостоился премии «The first». В 2017-2018-2019 годах занимал высшие ступени пьедестала почета на чемпионатах мира и Европы, в эти же годы становился победителем и двукратным абсолютным чемпионом международных турниров, посвященных памяти Гейдара Алиева. В 2018 году стал победителем чемпионата мира в американском штате Флорида. 2019 году он был удостоен звания абсолютного чемпиона мира на чемпионате мира в Лахти, Финляндия. В 2019 году он был награжден почетной грамотой Федерации пауэрлифтинга Азербайджана за достойную защиту чести нашей страны на международных соревнованиях. В 2020 году Зауру Джафарову было присвоено почетное звание Заслуженный мастер спорта Азербайджана. В декабре 2021 года на чемпионате мира в Москве, столице России, он установил новый мировой рекорд. В июне 2022 года он побил европейский рекорд на чемпионате Европы в Кискунфеледхазе, Венгрия. В декабре 2022-го он добился исторического успеха, впервые в истории пауэрлифтинга Азербайджана на Кубке мира, проходившем в Москве, завоевал титул "элитарного спортсмена" по версии AWPC (дивизион допинг-контроля) и в 6-й раз стал чемпионом мира. В марте 2023 года на чемпионате мира в Хургаде, Египет, руководством WPC (World Powerlifting Congress) ему было присвоено звание судьи международного класса. В июне 2023 года на чемпионате Европы в столице Кыргызстана Бишкеке он во второй раз завоевал титул "элитного спортсмена", выполнив высший квалификационный раунд по версии AWPC (дивизион допинг-контроля), в 6-й раз стал чемпионом Европы и абсолютным чемпионом Европы, а также побил 6 мировых и 6 европейских рекордов. В августе 2023 года стал победителем турнира Гран-при в столице России городе Москве, за высокие результаты в рамках турнира был награжден руководством Всемирной спортивной организации по пауэрлифтингу высшей наградой в пауэрлифтинге-"элитарным кольцом". Он был удостоен международной спортивной премии" победа "2023 года в номинации" Спортсмен года". Судья международного класса Заур Джафаров был приглашен стать главным судьей Открытого чемпионата Азии по пауэрлифтингу по версии WPC/AWPC, который проходил 8-10 марта 2024 года в столице Кыргызстана Бишкеке который прошел 21-25 июня 2023 года в столице Кыргызстана Бишкеке в рамках турнира пауэрлифтинг (AWPC, 2-й раз президент Федерации пауэрлифтинга Кыргызстана (WPC-AWPC) Дмитрий Дорогенко наградил его "элитарным кольцом", высшей наградой по пауэрлифтингу, за то, что он 6 раз побил мировой и 6 раз европейский рекорды на Открытом чемпионате Европы (по версии допинг-контроля), а также выполнил требование высшей степени с результатом 300 кг. На чемпионате Европы по пауэрлифтингу AWPC/WPC в сало, Финляндия, с 9 по 15 июня 2024 года он в 7-й раз стал чемпионом Европы по версии AWPC, он также установил новый европейский и мировой рекорд и стал абсолютным чемпионом соревнований. 1-2 декабря 2024 года на чемпионате мира по пауэрлифтингу по версии AWPC/WPC/ в Москве, Россия, он стал 7-кратным чемпионом мира, а также в 3-й раз завоевал титул “элитного спортсмена”.

## Спортивные звания
Мастер спорта Азербайджана
Мастер спорта международного класса
Тренер по бодибилдингу
Заслуженный мастер спорта Азербайджана
Судья международного класса
Элитный спортсмен

## Семья
Женат, имеет трех сыновей. Отец — Алиага Джафаров, мать — Эльмира Джафарова.